# Wilhelm Valckenberg (Politiker, 1844)
Wilhelm Josef Dieudonné Valckenberg (* 19. März 1844 in Worms; † 27. September 1914 ebenda) war ein deutscher Fabrikant und Landtagsabgeordneter.
Wilhelm Valckenberg war der Sohn des Weinhändlers und Chefs der Firma Peter Joseph Valckenberg in Worms Franz Peter Joseph Valckenberg (1812–1854) und dessen Frau Maria, geborene Urbach (1819–1852). Sein Großvater war der Weinhändler und Landtagsabgeordnete Wilhelm Valckenberg (1790–1847).
Wilhelm Valckenberg, der katholischer Konfession war, heiratete am 14. August 1877 in Worms Amalie, geborene Bollermann (* 21. November 1857 in Worms), die Tochter des Steuerrates Caspar Eduard Bollermann und dessen Frau Amalie Eleonore Bittel. Aus der Ehe gingen folgende Kinder hervor:
- Tina Lauteren, geb. Valckenberg (* 1878); verheiratet 1906 mit Clemens Lauteren, Weinhändler in Mainz
- Asteria Gräfin von Korff, gen. Schmising-Kerssenbrock, geb. Valckenberg (* 1881); verheiratet 1908 mit dem Forstmeister und Major Augustin Graf von Korff, gen. Schmising-Kerssenbrock
- Hans Dieudonné Valckenberg (* 1885), Fabrikbesitzer, verheiratet 1914 mit Dorette von Bothmer

Wilhelm Valckenberg war der Gründer der Kammgarnspinnereien in Worms. Er gründete 1868 mit Julius Cornelius Schoen die Kunstwollefabrik Valckenberg & Schoen in Worms. Diese wurde 1892 von Valckenberg übernommen und firmierte seitdem als Tuchfabrik W. J. D. Valckenberg GmbH. 1900 wurde er mit dem Titel Geheimer Kommerzienrat ausgezeichnet.
Er war Mitglied der Stadtverordnetenversammlung in Worms. 1909 bis 1914 war er Mitglied der Ersten Kammer der Landstände des Großherzogtums Hessen auf Lebenszeit.